# Перемишльське воєводство
Перемишльське воєводство — адміністративно-територіальна одиниця Польщі. Існувало в період з 1975 по 1998 рр, площа 4437 км², межувало з Україною.
Населення воєводства на момент розформування становило 415 600 осіб. адміністративним центром було місто Перемишль. Після Адміністративної реформи Польщі (в дії від 1 січня 1999 року) воєводство припинило своє існування і повністю увійшло до складу новоствореного Підкарпатського воєводства як Перемишльський повіт та міста Перемишль.

## Районні адміністрації
- Районна адміністрація в Ярославі для гмін: Хлопиці, Ярослав, Ляшки, Павлосюв, Прухник, Радимно, Рокитниця, Розьвениця, В'язівниця та міст Ярослав та Радимно
- Районна адміністрація в Любачеві для гмін: Чесанів, Горинець, Любачів, Наріль, Олешичі, Старий Диків, Великі Очі та міста Любачів
- Районна адміністрація у Перемишлі для гмін: Бірча, Дубецько, Динів, Фредрополь, Красічин, Кривча, Медика, Орли, Перемишль, Стубно, Журавиця та міст Динів та Перемишль
- Районна адміністрація у Переворську для гмін: Адамівка, Гаць, Яворник-Польський, Каньчуга, Переворськ, Сенява, Триньча, Гміна Заріччя та міста Переворськ.

## Найбільші населені пункти (станом на 31 грудня 1998)
- Перемишль — 68 455
- Ярослав — 41 880
- Переворськ — 16 456
- Любачів — 12 756
- Динів — 6 000
- Радимно — 5 600
- Каньчуга — 3 180
- Олешичі — 3 150
- Наріль — 2 100
- Сенява — 2 100
- Чесанів — 1 900

## Населення
| Рік       | 1975    | 1980    | 1985    | 1990    | 1995    | 1998    |
| Населення | 374 300 | 380 000 | 395 900 | 406 800 | 414 600 | 415 600 |